# Rivière Drolet
Pour l’article homonyme, voir Drolet.
La rivière Drolet est un affluent de la rive ouest de la rivière Chaudière laquelle coule vers le nord pour se déverser sur la rive sud du fleuve Saint-Laurent.
La "rivière Drolet" coule dans la municipalité de Lac-Drolet, dans la municipalité régionale de comté (MRC) Le Granit, dans la région administrative de l'Estrie, au Québec, au Canada.

## Géographie
Les principaux bassins versants voisins de la "rivière Drolet" sont :
- côté nord : rivière Ludgine, rivière du Petit Portage, rivière de la Grande Coudée ;
- côté est : rivière Chaudière ;
- côté sud : rivière Chaudière, rivière Madisson ;
- côté ouest : Lac Drolet, lac du Rat Musqué, Rivière aux Bleuets Sud.

La rivière Drolet prend sa source à la décharge du Lac Drolet (longueur : 3,2 km ; altitude : 457 m), dans la municipalité du Lac-Drolet. Ce lac est situé près de la Route des Sommets, ce lac comporte une île centrale connexe à la "Pointe à Bénedict". La villégiature est développée surtout sur la rive sud-ouest et la partie nord. Ce lac est situé au nord-ouest du village du Lac-Drolet.
À partir de l'embouchure du lac Drolet, la rivière Drolet coule sur 9,8 km répartis selon les segments suivants :
- 2,0 km vers le sud-ouest, en traversant le village de Lac-Drolet, jusqu'à la route du Morne, qu'elle coupe à la sortie sud-est du village ;
- 7,8 km vers le sud-ouest, en dévalant au fond d'une petite vallée en suivant le parcours de la route du Morne, jusqu'à sa confluence.

La rivière Drolet se déverse sur la rive ouest de la rivière Chaudière dans la municipalité de Lac-Drolet dans le lieu-dit "Puits de Jacob". Sa confluence se situe à 0,9 km à l'ouest de la route 204, en amont du pont du village de Saint-Ludger et en aval de la limite intermunicipale entre Sainte-Cécile-de-Whitton et de Lac-Drolet.

## Toponymie
Le toponyme "rivière Drolet" a été officialisé le 5 décembre 1968 à la Commission de toponymie du Québec.